# 第7回全日本アンサンブルコンテスト
第7回全日本アンサンブルコンテストは、1984年に行われた全日本アンサンブルコンテストの第7回大会である。

## 概要
1984年3月20日に高松市民会館で開催された。全日本吹奏楽連盟・朝日新聞社主催。文化庁・香川県教育委員会・高松市教育委員会・日本放送協会後援。

### 審査員
- 石川透
- 大出孝祐
- 高橋求
- 冨岡和男
- 永岡嘉夫

### 備考
「中学の部」と「高校の部」の支部代表枠が、本大会から各支部1枠から2枠に変更されたことにより、それぞれの部が20枠ずつとなった。
佐賀県が初出場。

## 代表校・代表団体

### 中学の部
| 中学の部 | 中学の部          | 中学の部                               | 中学の部     |
| 支部     | 都道府県 （地区） | 代表校                                 | 出場回数     |
| -------- | ----------------- | -------------------------------------- | ------------ |
| 北海道   | 札幌地区          | 札幌市立向陵中学校吹奏楽部             | 初出場       |
| 北海道   | 北見地区          | 北見市立光西中学校吹奏楽部             | 初出場       |
| 東北     | 秋田県            | 秋田市立山王中学校吹奏楽部             | 初出場       |
| 東北     | 秋田県            | 秋田市立城東中学校吹奏楽部             | 初出場       |
| 関東     | 茨城県            | 大宮町立大宮中学校吹奏楽部             | 2回目3年ぶり |
| 関東     | 千葉県            | 我孫子市立白山中学校吹奏楽部           | 初出場       |
| 東京     | 東京都            | 葛飾区立堀切中学校吹奏楽部             | 初出場       |
| 東京     | 東京都            | 足立区立第十四中学校吹奏楽部           | 初出場       |
| 北陸     | 福井県            | 鯖江市鯖江中学校吹奏楽部               | 初出場       |
| 北陸     | 福井県            | 敦賀市立粟野中学校吹奏楽部             | 3回目2年ぶり |
| 東海     | 愛知県            | 春日井市立柏原中学校吹奏楽部           | 初出場       |
| 東海     | 三重県            | 四日市市立南中学校吹奏楽部             | 3回目4年ぶり |
| 関西     | 大阪府            | 大阪市立城陽中学校吹奏楽部             | 4回目2年連続 |
| 関西     | 兵庫県            | 加古川市立中部中学校吹奏楽部           | 3回目2年ぶり |
| 中国     | 広島県            | 広島市立安西中学校吹奏楽部             | 3回目2年ぶり |
| 中国     | 山口県            | 防府市立国府中学校吹奏楽部             | 初出場       |
| 四国     | 香川県            | 香川大学教育学部附属高松中学校吹奏楽部 | 4回目2年連続 |
| 四国     | 愛媛県            | 松山市立雄新中学校吹奏楽部             | 3回目2年ぶり |
| 九州     | 福岡県            | 明治学園中学校吹奏楽部                 | 初出場       |
| 九州     | 沖縄県            | 那覇市立小禄中学校吹奏楽部             | 2回目2年連続 |

### 高校の部
| 高校の部 | 高校の部          | 高校の部                         | 高校の部                       |
| 支部     | 都道府県 （地区） | 代表校                           | 出場回数                       |
| -------- | ----------------- | -------------------------------- | ------------------------------ |
| 北海道   | 北見地区          | 北海道紋別北高等学校吹奏楽部     | 2回目2年連続                   |
| 北海道   | 帯広地区          | 北海道池田高等学校吹奏楽部       | 初出場                         |
| 東北     | 青森県            | 青森山田高等学校吹奏楽部         | 初出場                         |
| 東北     | 福島県            | 福島県立磐城高等学校吹奏楽部     | 初出場                         |
| 関東     | 神奈川県          | 逗子開成高等学校吹奏楽部         | 4回目3年連続                   |
| 関東     | 山梨県            | 山梨県立甲府第一高等学校吹奏楽部 | 初出場                         |
| 東京     | 東京都            | 創価高等学校吹奏楽部             | 初出場                         |
| 東京     | 東京都            | 京華学園高等学校吹奏楽部         | 6回目6年連続                   |
| 北陸     | 石川県            | 石川県立羽咋高等学校吹奏楽部     | 初出場                         |
| 北陸     | 石川県            | 金沢市立工業高等学校吹奏楽部     | 初出場                         |
| 東海     | 静岡県            | 東海大学第一高等学校吹奏楽部     | 初出場                         |
| 東海     | 愛知県            | 愛知工業大学名電高等学校吹奏楽部 | 5回目3年連続                   |
| 関西     | 滋賀県            | 比叡山高等学校吹奏楽部           | 2回目2年連続                   |
| 関西     | 京都府            | 立命館中学校・高等学校吹奏楽部   | 2回目2年ぶり                   |
| 中国     | 岡山県            | 就実高等学校吹奏楽部             | 3回目3年連続                   |
| 中国     | 広島県            | 広島市立基町高等学校吹奏楽部     | 5回目3年ぶり                   |
| 四国     | 香川県            | 明善高等学校吹奏楽部             | 初出場                         |
| 四国     | 香川県            | 高松市立高松第一高等学校吹奏楽部 | 初出場                         |
| 九州     | 福岡県            | 福岡工業大学附属高等学校吹奏楽団 | 4回目3年ぶり                   |
| 九州     | 佐賀県            | 佐賀県立佐賀西高等学校吹奏楽部   | 初出場（佐賀県としても初出場） |

### 大学の部
| 大学の部 | 大学の部          | 大学の部                             | 大学の部     |
| 支部     | 都道府県 （地区） | 代表団体                             | 出場回数     |
| -------- | ----------------- | ------------------------------------ | ------------ |
| 北海道   | 旭川地区          | 北海道教育大学旭川分校吹奏楽団       | 4回目2年連続 |
| 東北     | 宮城県            | 宮城教育大学吹奏楽部                 | 4回目2年ぶり |
| 関東     | 群馬県            | 群馬大学吹奏楽団                     | 2回目2年ぶり |
| 東京     | 東京都            | 東洋大学吹奏楽研究部                 | 2回目2年ぶり |
| 北陸     | 石川県            | 金沢大学アカデミアブラスアンサンブル | 6回目3年連続 |
| 東海     | 静岡県            | 静岡大学吹奏楽団                     | 初出場       |
| 関西     | 奈良県            | 奈良教育大学ウインドアンサンブル     | 初出場       |
| 中国     | 広島県            | 広島大学吹奏楽団                     | 2回目2年ぶり |
| 四国     | 香川県            | 香川大学吹奏楽団                     | 2回目5年ぶり |
| 九州     | 沖縄県            | 琉球大学吹奏楽部                     | 2回目5年ぶり |

### 職場の部
| 職場の部 | 職場の部          | 職場の部                     | 職場の部     |
| 支部     | 都道府県 （地区） | 代表団体                     | 出場回数     |
| -------- | ----------------- | ---------------------------- | ------------ |
| 東北     | 秋田県            | 秋田銀行吹奏楽団             | 初出場       |
| 関東     | 神奈川県          | 日本電気玉川吹奏楽団         | 6回目6年連続 |
| 東京     | 東京都            | ヤマハ吹奏楽団東京           | 初出場       |
| 北陸     | 富山県            | 富山地方鉄道吹奏楽団         | 初出場       |
| 東海     | 静岡県            | ヤマハ吹奏楽団浜松           | 3回目3年連続 |
| 中国     | 広島県            | 電電中国吹奏楽団             | 2回目3年ぶり |
| 九州     | 大分県            | 新日本製鉄大分製鉄所吹奏楽部 | 3回目3年連続 |

### 一般の部
| 一般の部 | 一般の部          | 一般の部                     | 一般の部     |
| 支部     | 都道府県 （地区） | 代表団体                     | 出場回数     |
| -------- | ----------------- | ---------------------------- | ------------ |
| 北海道   | 旭川地区          | 旭川市吹奏楽団               | 初出場       |
| 東北     | 福島県            | あさかの木管五重奏団         | 初出場       |
| 関東     | 千葉県            | 昭和の森ブラスアンサンブル   | 初出場       |
| 東京     | 東京都            | 乗泉寺吹奏楽団               | 7回目7年連続 |
| 北陸     | 富山県            | 富山ウインドアンサンブル     | 5回目4年連続 |
| 東海     | 三重県            | 白子ウインドシンフォニカ     | 4回目4年連続 |
| 関西     | 兵庫県            | 神戸高校OB吹奏楽団           | 初出場       |
| 中国     | 山口県            | 防府ウインドアンサンブル     | 初出場       |
| 四国     | 香川県            | 香川フルート友の会           | 初出場       |
| 九州     | 福岡県            | 中村学園ウインドアンサンブル | 初出場       |

## 結果

### 中学の部
| 中学の部 | 中学の部          | 中学の部                               | 中学の部             | 中学の部                                                                            | 中学の部 | 中学の部 |
| No.      | 代表支部          | 団体名                                 | 編成                 | 演奏曲（作曲者／編曲者）                                                            | 賞       | 補足     |
| -------- | ----------------- | -------------------------------------- | -------------------- | ----------------------------------------------------------------------------------- | -------- | -------- |
| 1        | 九州／ 沖縄県     | 那覇市立小禄中学校吹奏楽部             | 金管五重奏           | 「三つの小品」より第2・3楽章 （L.マウレル／R.ネーゲル）                             | 銅       |          |
| 2        | 関東／ 千葉県     | 我孫子市立白山中学校吹奏楽部           | 金管八重奏           | ソナタ第13番 （G.ガブリエーリ）                                                     | 金       |          |
| 3        | 北海道／ 札幌地区 | 札幌市立向陵中学校吹奏楽部             | クラリネット六重奏   | クラリネットとバセットホルンのためのアダージョ k.411 （W.A.モーツァルト／鹿討譲二） | 銅       |          |
| 4        | 九州／ 福岡県     | 明治学園中学校吹奏楽部                 | サクソフォーン四重奏 | セヴィリア （I.アルベニス／M.ミュール）                                             | 銅       |          |
| 5        | 東京／ 中学       | 葛飾区立堀切中学校吹奏楽部             | サクソフォーン四重奏 | 「ルーマニア民謡による組曲」より第2・3楽章 （J.アプシル）                           | 金       |          |
| 6        | 関西／ 大阪府     | 大阪市立城陽中学校吹奏楽部             | サクソフォーン四重奏 | サクソフォーン・シンフォネット （D.ベネット）                                       | 銀       |          |
| 7        | 東北／ 秋田県     | 秋田市立山王中学校吹奏楽部             | 金管五重奏           | 「三つの小品」より第1・3楽章 （L.マウレル／R.ネーゲル）                             | 銅       |          |
| 8        | 中国／ 広島県     | 広島市立安西中学校吹奏楽部             | 木管五重奏           | 「三つの小品」より （J.イベール）                                                   | 銅       |          |
| 9        | 東北／ 秋田県     | 秋田市立城東中学校吹奏楽部             | クラリネット七重奏   | サンバ・オスティナート （森田一浩）                                                 | 金       |          |
| 10       | 東京／ 中学       | 足立区立第十四中学校吹奏楽部           | 金管六重奏           | パントマイム （D.ウーバー）                                                         | 銀       |          |
| 11       | 東海／ 愛知県     | 春日井市立柏原中学校吹奏楽部           | サクソフォーン四重奏 | 異教徒の踊り （P.ショルティーノ）                                                   | 金       |          |
| 12       | 関西／ 兵庫県     | 加古川市立中部中学校吹奏楽部           | クラリネット八重奏   | カプリチオ （P.ゴードン）                                                           | 銀       |          |
| 13       | 中国／ 山口県     | 防府市立国府中学校吹奏楽部             | サクソフォーン四重奏 | 三つの小品 （I.アルベニス／M.ミュール）                                             | 銅       |          |
| 14       | 北海道／ 北見地区 | 北見市立光西中学校吹奏楽部             | サクソフォーン四重奏 | スペイン舞曲第2番 （E.グラナドス／阪口新）                                          | 銅       |          |
| 15       | 北陸／ 福井県     | 鯖江市鯖江中学校吹奏楽部               | 金管六重奏           | 「金管合奏のための交響曲」より第3楽章 （V.エワルド）                                | 銀       |          |
| 16       | 東海／ 三重県     | 四日市市立南中学校吹奏楽部             | 金管五重奏           | クリスマス・キャロルズ （M.プレトゥリウス）                                         | 銀       |          |
| 17       | 関東／ 茨城県     | 大宮町立大宮中学校吹奏楽部             | 木管三重奏           | 三重奏曲第1番 （Y.ミシェル）                                                        | 銀       |          |
| 18       | 四国／ 愛媛県     | 松山市立雄新中学校吹奏楽部             | 金管八重奏           | ピアノとフォルテのソナタ （G.ガブリエーリ／R.キング）                               | 銀       |          |
| 19       | 北陸／ 福井県     | 敦賀市立粟野中学校吹奏楽部             | サクソフォーン四重奏 | 「和旋律による三章」より （宮島基栄）                                               | 金       |          |
| 20       | 四国／ 香川県     | 香川大学教育学部附属高松中学校吹奏楽部 | 打楽器六重奏         | 打楽器アンサンブルのための序曲 （J.ベック）                                         | 銀       |          |

### 高校の部
| 高校の部 | 高校の部          | 高校の部                         | 高校の部             | 高校の部                                                                | 高校の部 | 高校の部 |
| No.      | 代表支部          | 団体名                           | 編成                 | 演奏曲（作曲者／編曲者）                                                | 賞       | 補足     |
| -------- | ----------------- | -------------------------------- | -------------------- | ----------------------------------------------------------------------- | -------- | -------- |
| 1        | 九州／ 佐賀県     | 佐賀県立佐賀西高等学校吹奏楽部   | サクソフォーン四重奏 | グラーヴェとプレスト （J.リヴィエ）                                     | 銅       |          |
| 2        | 東京／ 高校       | 創価高等学校吹奏楽部             | クラリネット四重奏   | 「ディベルティメント」より第3楽章 （A.ウール）                          | 金       |          |
| 3        | 九州／ 福岡県     | 福岡工業大学附属高等学校吹奏楽団 | 金管八重奏           | 「ウェスト・サイド・ストーリー」より （L.バーンスタイン／日下部徳一郎） | 銀       |          |
| 4        | 東海／ 愛知県     | 愛知工業大学名電高等学校吹奏楽部 | 金管八重奏           | 第七旋法によるカンツォン第2番 （G.ガブリエーリ）                        | 金       |          |
| 5        | 関西／ 京都府     | 立命館中学校・高等学校吹奏楽部   | クラリネット四重奏   | 「ディベルティメント」より第3楽章 （A.ウール）                          | 金       |          |
| 6        | 東京／ 高校       | 京華学園高等学校吹奏楽部         | 金管五重奏           | 「五重奏曲」より第3楽章 （M.アーノルド）                                | 銀       |          |
| 7        | 中国／ 岡山県     | 就実高等学校吹奏楽部             | サクソフォーン四重奏 | 「演奏会用四重奏曲」よりエントリー、終楽章 （J.リュエフ）               | 銅       |          |
| 8        | 四国／ 香川県     | 明善高等学校吹奏楽部             | サクソフォーン四重奏 | グラーヴェとプレスト （J.リヴィエ）                                     | 銅       |          |
| 9        | 東北／ 福島県     | 福島県立磐城高等学校吹奏楽部     | サクソフォーン四重奏 | スペイン舞曲第2番 （E.グラナドス／阪口新）                              | 銅       |          |
| 10       | 四国／ 香川県     | 高松市立高松第一高等学校吹奏楽部 | フルート四重奏       | 「夏山の一日」より （E.ボザ）                                           | 銀       |          |
| 11       | 北海道／ 帯広地区 | 北海道池田高等学校吹奏楽部       | 木管三重奏           | 大三重奏曲 （W.ガブリエルスキー／平三也）                               | 銀       |          |
| 12       | 関東／ 山梨県     | 山梨県立甲府第一高等学校吹奏楽部 | 打楽器五重奏         | 「サーカス」より序曲、ライオン使い、人間大砲、終楽章 （S.レオナルド）   | 銀       |          |
| 13       | 北陸／ 石川県     | 石川県立羽咋高等学校吹奏楽部     | サクソフォーン四重奏 | 「演奏会用四重奏曲」より （J.リュエフ）                                 | 銀       |          |
| 14       | 東海／ 静岡県     | 東海大学第一高等学校吹奏楽部     | 打楽器五重奏         | 「大地の鼓動」より自由への戦い （猪俣猛）                               | 金       |          |
| 15       | 関西／ 滋賀県     | 比叡山高等学校吹奏楽部           | サクソフォーン四重奏 | グラーヴェとプレスト （J.リヴィエ）                                     | 金       |          |
| 16       | 北海道／ 北見地区 | 北海道紋別北高等学校吹奏楽部     | サクソフォーン四重奏 | グラーヴェとプレスト （J.リヴィエ）                                     | 銅       |          |
| 17       | 中国／ 広島県     | 広島市立基町高等学校吹奏楽部     | クラリネット五重奏   | 序奏とロンド （G.ジェイコブ）                                           | 銀       |          |
| 18       | 東北／ 青森県     | 青森山田高等学校吹奏楽部         | 金管八重奏           | 第七旋法によるカンツォン第2番 （G.ガブリエーリ／R.キング）              | 銀       |          |
| 19       | 北陸／ 石川県     | 金沢市立工業高等学校吹奏楽部     | 金管八重奏           | ピアノとフォルテのソナタ （G.ガブリエーリ／R.キング）                   | 銀       |          |
| 20       | 関東／ 神奈川県   | 逗子開成高等学校吹奏楽部         | 木管五重奏           | 「五重奏曲 作品56の1」より第1楽章 （F.ダンツィ）                        | 銀       |          |

### 大学の部
| 大学の部 | 大学の部          | 大学の部                             | 大学の部             | 大学の部                                                      | 大学の部 | 大学の部 |
| No.      | 代表支部          | 団体名                               | 編成                 | 演奏曲（作曲者／編曲者）                                      | 賞       | 補足     |
| -------- | ----------------- | ------------------------------------ | -------------------- | ------------------------------------------------------------- | -------- | -------- |
| 1        | 関東／ 群馬県     | 群馬大学吹奏楽団                     | サクソフォーン四重奏 | 「四重奏曲 作品102」より第4楽章 （F.シュミット）              | 金       |          |
| 2        | 北海道／ 旭川地区 | 北海道教育大学旭川分校吹奏楽団       | サクソフォーン四重奏 | アンダンテとスケルツェット （P.ランティエ）                   | 銅       |          |
| 3        | 四国／ 香川県     | 香川大学吹奏楽団                     | サクソフォーン五重奏 | 三つの小品 （L.オストランスキー）                             | 銀       |          |
| 4        | 東海／ 静岡県     | 静岡大学吹奏楽団                     | トロンボーン八重奏   | ロンド （A.チェイス）                                         | 銀       |          |
| 5        | 関西／ 奈良県     | 奈良教育大学ウインドアンサンブル     | 金管八重奏           | 第一旋法による八声のカンツォン （G.ガブリエーリ／R.ブロック） | 銀       |          |
| 6        | 東北／ 宮城県     | 宮城教育大学吹奏楽部                 | 金管八重奏           | カンツォン第12番 （G.ガブリエーリ）                           | 銅       |          |
| 7        | 九州／ 沖縄県     | 琉球大学吹奏楽部                     | 金管六重奏           | 組曲 （L.オストランスキー）                                   | 金       |          |
| 8        | 北陸／ 石川県     | 金沢大学アカデミアブラスアンサンブル | 金管八重奏           | 第七旋法によるカンツォン第1番 （G.ガブリエーリ／R.キング）    | 金       |          |
| 9        | 中国／ 広島県     | 広島大学吹奏楽団                     | 金管四重奏           | 朝の歌 （P.ヒンデミット）                                     | 銅       |          |
| 10       | 東京／ 大学       | 東洋大学吹奏楽研究部                 | クラリネット七重奏   | 序奏とロンド （G.ジェイコブ）                                 | 銅       |          |

### 職場の部
| 職場の部 | 職場の部        | 職場の部                     | 職場の部             | 職場の部                                                             | 職場の部 | 職場の部 |
| No.      | 代表支部        | 団体名                       | 編成                 | 演奏曲（作曲者／編曲者）                                             | 賞       | 補足     |
| -------- | --------------- | ---------------------------- | -------------------- | -------------------------------------------------------------------- | -------- | -------- |
| 1        | 関東／ 神奈川県 | 日本電気玉川吹奏楽団         | クラリネット四重奏   | プレリュードとダンス （M.カルレ）                                    | 金       |          |
| 2        | 中国／ 広島県   | 電電中国吹奏楽団             | 金管七重奏           | 「水上の音楽」より （G.ヘンデル／R.キング）                          | 銀       |          |
| 3        | 北陸／ 富山県   | 富山地方鉄道吹奏楽団         | トロンボーン四重奏   | 4本のトロンボーンのための二つの小品 （F.メンデルスゾーン／B.スミス） | 銅       |          |
| 4        | 九州／ 大分県   | 新日本製鉄大分製鉄所吹奏楽部 | 金管四重奏           | 狩人の合唱 （C.ウェーバー／ポターグ）                                | 銅       |          |
| 5        | 東北／ 秋田県   | 秋田銀行吹奏楽団             | ホルン三重奏         | 「六つのトリオ」終楽章 （A.ライヒャ）                                | 銀       |          |
| 6        | 東京／ 職場     | ヤマハ吹奏楽団東京           | サクソフォーン四重奏 | セヴィリア （I.アルベニス／M.ミュール）                              | 銀       |          |
| 7        | 東海／ 静岡県   | ヤマハ吹奏楽団浜松           | 金管五重奏           | ジャスト・ア・クローザー・ウォーク （作曲者不詳／D.ギリス）          | 金       |          |

### 一般の部
| 一般の部 | 一般の部          | 一般の部                                                     | 一般の部             | 一般の部 | 一般の部 | 一般の部 |
| No.      | 代表支部          | 団体名                                                       | 編成                 | 演奏曲（作曲者／編曲者）                                                                                       | 賞       | 補足     |
| -------- | ----------------- | ------------------------------------------------------------ | -------------------- | --- | -------- | -------- |
| 1        | 北海道／ 旭川地区 | 旭川市吹奏楽団                                               | 木管四重奏           | 弦楽四重奏曲第17番 作品3の5「セレナード」より第3・4楽章 （J.ハイドン／川島通雅）                               | 銅       |          |
| 2        | 四国／ 香川県     | 香川フルート友の会                                           | フルート四重奏       | 「夏山の一日」より （E.ボザ）                                                                                  | 銀       |          |
| 3        | 東海／ 三重県     | 白子ウインドシンフォニカ                                     | 金管七重奏           | 「組曲」より第1・2楽章 （S.ドッヂソン）                                                                        | 銀       |          |
| 4        | 関西／ 兵庫県     | 神戸高校OB吹奏楽団                                           | 木管八重奏           | ディベルティメント 変ホ長調 （J.ハイドン／井上雅勝）                                                           | 銀       |          |
| 5        | 九州／ 福岡県     | 中村学園ウインドアンサンブル                                 | バリ・テューバ四重奏 | ポップ・スウィート （A.フラッケンポール）                                                                      | 銅       |          |
| 6        | 東京／ 一般       | 乗泉寺吹奏楽団                                               | サクソフォーン八重奏 | 「弦楽八重奏曲 変ホ長調 作品20」より第1楽章より （F.メンデルスゾーン／円田勇一）                               | 銅       |          |
| 7        | 中国／ 山口県     | 防府ウインドアンサンブル                                     | フルート四重奏       | 主題とパラフレーズ （E.クロンケ）                                                                              | 金       |          |
| 8        | 北陸／ 富山県     | 富山ウインドアンサンブル                                     | トロンボーン四重奏   | 「四つの小品」より第1・4楽章 （J.ドゥファイ）                                                                  | 金       |          |
| 9        | 東北／ 福島県     | あさかの木管五重奏団                                         | 木管五重奏           | 「五重奏曲 作品91」より第1楽章 （A.ライヒャ）                                                                  | 銀       |          |
| 10       | 関東／ 千葉県     | 昭和の森ブラスアンサンブル                                   | 金管八重奏           | 八声によるカンツォン第1番 （G.ガブリエーリ）                                                                   | 金       |          |
| 特別演奏 | ―                 | 香川県・四国吹奏楽連盟関係者によるクラリネット・アンサンブル |                      | ノクターン（大出孝祐）、 小品（石川透）、 リュートのための古い舞曲とアリア・第三組曲（O.レスピーギ／磯崎敦博） | ―        |          |